# غمانج سفلي
غمانج سفلي هي قرية في مقاطعة تبريز، إيران. يقدر عدد سكانها بـ 135 نسمة بحسب إحصاء 2016.